# Jinsou
Jinsou (kinesiska: 金薮, 金薮乡) är en socken i Kina. Den ligger i provinsen Hunan, i den södra delen av landet, omkring 71 kilometer sydväst om provinshuvudstaden Changsha. Antalet invånare är 29420. Befolkningen består av 14 357 kvinnor och 15 063 män. Barn under 15 år utgör 19,0 %, vuxna 15-64 år 65 %, och äldre över 65 år 14,0 %.
Genomsnittlig årsnederbörd är 1 741 millimeter. Den regnigaste månaden är maj, med i genomsnitt 279 mm nederbörd, och den torraste är oktober, med 50 mm nederbörd.